# هومان فرزاد
هومان فرزاد فرزند حبیب‌الله خان اصفهانی به سال ۱۲۹۲ در تهران متولد شد. او پس از اتمام تحصیلات خود با بررسی مشکلات و معضلات گریبانگیر کشور راه حل‌های بسیار بلند پروازانه‌ای را برای ایجاد تغییرات و تحولات بنیادین در کشور در قالب طرح‌هایی در کتاب‌های خود و نیز ارائه آن‌ها به سازمان‌های ذیربط مطرح کرد.
دو طرح بسیار مهم وی یکی کانال آبی ایرانرود است برای بهم پیوستن دریای خرز به دریای عمان که در سال ۱۳۴۵ تحت عنوان یک طرح به سازمان پژوهشهای علمی و صنعتی ایران ارائه کرد و دیگری تخلیه آب دریاچه ارومیه به درون دریای خزر و آبگیری مجدد آن و بدین شکل احیا و کاهش میزان نمک موجود در این دریاچه می‌باشند.
وی که از دوستان نزدیک محمد حسین خان و ملک منصور خان قشقایی بود ماجراهای جالبی نیز در اثنای جنگ جهانی دوم دارد که در کتاب خود تحت عنوان «سرگذشت من در جنگ بین‌الملل دوم» «نشر شهاب ثاقب» به تفصیل بیان کرده‌است.